# ماثيو ريال
ماثيو ريال (بالإنجليزية: Matthew Real)‏ (10 يوليو 1999 في الولايات المتحدة - ) هو لاعب كرة قدم أمريكي في مركز الدفاع. لعب مع فيلادلفيا يونيون.

## وصلات خارجية
- ماثيو ريال على موقع الدوري الأمريكي (الإنجليزية)
- ماثيو ريال على موقع قاعدة بيانات كرة القدم.إي يو (الإنجليزية)
- ماثيو ريال على موقع Soccerway.com (الإنجليزية)
- ماثيو ريال على موقع عالم كرة القدم.نت (الإنجليزية)